# Poul S. Christiansen
Poul Simon Christiansen (født 20. oktober 1855 i Hundevad, Rolfsted Sogn ; død 14. november 1933 på Sankt Josephs Hospital i København) var en dansk maler.
Christiansen var knap 30 år gammel, da han kom på Zahrtmanns malerskole, hvor han fortsatte til 1905 som en slags inspektør, for at afdrage sin taknemmelighedsgæld til Kristian Zahrtmann. De tre store værker efter Dantes guddommelige komedie kan ses som et resultat af Zahrtmanns opfordring til at kaste sig over vanskelige opgaver. Christiansen mødte en del modgang, og kun ved Zahrtmanns hjælp kom han på Den Frie Udstilling i 1895. Han fik sit gennembrud på en udstilling i 1910. Christiansen var knyttet til Joakim og Niels Skovgaard, og til sin skolekammerat Niels Larsen Stevns.
1921 blev han Ridder af Dannebrog og 1925 Dannebrogsmand. Han er begravet på Vestre Kirkegård.
| - Portrætter udført af Poul S. Christiansen - Selvportræt, 1918 - Kunstnerens datter - Ung pige, 1914 - Præsten Johannes Talleruphuus (1893-1984), 1920 - Johan Rohde - Knud den Store |

| - Værker af Poul S. Christiansen - Dante og Beatrice i Paradis, 1893 - Ræve i skoven, 1929 - Interiør med symaskine |

| - Landskabsmalerier af Poul S. Christiansen - Sommeraften. Motiv fra Kariseegnen, 1892 - Sydeuropæisk bjerglandskab med hyrde i forgrunden, 1905 - Ved Arnos udløb nær La Marina di Pisa, 1911 - Cività d'Antino i Abruzzerne, 1911 - Fra Sejrøbugten ved Nekselø, 1913 - Strandparti med badende drenge, 1913 - Skovvej ved Dyrnæs, 1915 - Smedien. Efteraar. Dyrnæs, 1915 - Fra Grønnelyngsøerne,1919 - Graavejrsdag ved fjorden. Bogenæs (Bognæs?), 1919 - Sydlandsk landskab med to siddende drenge, 1921 - Dansk landskab fra Dyrnæs, 1923 - Fra dæmringen ved fjorden med tjørn. Gråvejr, 1924 - Høstlandskab, 1924 |

## Hæder
- Den Raben-Levetzauske Fond 1898, 1905;
- Den Hielmstierne-Rosencroneske Stiftelse 1899, 1907;
- Akademiets stipendium 1905;
- Det anckerske Legat 1918;
- Thorvaldsen Medaillen 1923.